# Jezioro Gosławskie
Jezioro Gosławskie – jezioro w Polsce, położone w województwie wielkopolskim, w granicach administracyjnych Konina.

## Charakterystyka
Według regionalizacji fizycznogeograficznej Polski jezioro znajduje się na obszarze Pojezierza Żnińsko-Mogileńskiego.
Akwen znajduje się w dorzeczu Warty. Nad jego północnym brzegiem położona jest elektrownia Pątnów. Prowadzi do niej od strony jeziora półtorakilometrowy most, na nim znajduje się rurociąg do odprowadzania popiołów do wyrobiska zamkniętej odkrywki Gosławice. Do brzegu zachodniego przylega Puszcza Bieniszewska, do krańca północno-wschodniego – dzielnica Pątnów, a do południowo-wschodniego dzielnica Gosławice. Nad południowo-wschodnim brzegiem jeziora znajduje się zamek zbudowany w latach 1418–1426 z inicjatywy biskupa Andrzeja Łaskarza.

## Dane morfometryczne
Jezioro położone jest na wysokości 84 m n.p.m. Jego powierzchnia wynosi 380 ha, natomiast największa głębokość – 5,3 m.